# The San Remo
The San Remo ist ein exklusives unter Denkmalschutz stehendes Apartmenthochhaus in Manhattan auf der Upper West Side in New York City, Vereinigte Staaten. Es ist neben dem The Majestic, dem The Century und dem The El Dorado eines von vier in den 1930er Jahren gebauten Häusern mit Zwillingstürmen an der Central Park West (Eighth Avenue).

## Beschreibung
Das Hochhaus steht an der Central Park West zwischen der West 74th Street und West 75th Street direkt gegenüber dem Central Park, in dem sich nur 200 Meter entfernt die Gedenkstätte Strawberry Fields für John Lennon befindet. Ein bekanntes Nachbargebäude ist das ein Block südlich stehende The Dakota, in dem einst John Lennon wohnte. An der Ecke Central Park West/West 72nd Street befindet sich ein Zugang zur Station 72 Street der New York City Subway, die von den Linien  und  bedient wird.
Der vom Architekten Emery Roth 1930 fertiggestellte Bau ersetzte das vorher an dieser Stelle stehende Hotel „San Remo“, dessen Name für das neue Apartmentgebäude übernommen wurde. Es ist mit einer Höhe von 121,9 Meter (400 Fuß) und 27 Etagen das höchste von mehreren bekannten Apartmentgebäuden an der Westseite des Central Parks. Weitere von Roth in der Central Park West gebaute Häuser sind: The Beresford, The Eldorado und The Ardsley. Weniger als ein Drittel so hoch ist das The Dakota.
Das Gebäude hat einen U-förmigen Grundriss mit einem T-förmigen Innenhof und nimmt die gesamte Blocklänge zwischen der 74th und 75th Street ein. Den Übergang vom 17-stöckigen Sockel zu den beiden Türmen bilden mehrere Rücksprünge und Terrassen. Die nahezu identischen rechteckigen Türme haben zehn Stockwerke und werden von runden Türmchen im römischen Stil gekrönt, die von fünf Meter hohen korinthischen Säulen und mehreren von Urnen gekrönten Eckpfeilern umgeben sind. Den Abschluss der Turmspitzen bilden kupferne Knäufe. Der dreistöckige Sockel ist mit Kalkstein verkleidet, darüber besteht die Fassade aus Ziegelstein und Terrakotta. Das Gebäude beherbergt 136 Genossenschaftswohnungen (Co-op). Die Nord- und Südhälften haben je eine eigene Lobby und einen separaten Eingang mit eigener Adresse (Südhälfte: 145 Central Park West, Nordhälfte: 146 Central Park West). Vom Central Park aus gesehen bildet The San Remo ein beliebtes Foto- und Malereimotiv.
The San Remo wurde am 31. März 1987 von der Landmarks Preservation Commission zum Denkmal der Stadt New York erklärt. Das Gebäude ist Bestandteil des am 9. November 1982 vom National Register of Historic Places ausgewiesenen Central Park West Historic Districts, und es ist des Weiteren Teil des Upper West Side Historic District, der 1990 zu einem historischen Viertel von New York City ernannt wurde.

## Prominente Bewohner
Heute ist das San Remo mit der Lage am Central Park eine der gefragtesten und mit Apartmentpreisen zwischen drei und 24 Millionen US-Dollar auch eine der teuersten Adressen in New York City. Einige der prominentesten Bewohner sind oder waren Steven Spielberg, Dustin Hoffman, Bono, der sein Apartment von Steve Jobs kaufte – welcher die Immobilie aufwändig renovieren ließ, aber nach Auskunft des Maklers nie eine Nacht dort verbrachte –, und Bruce Willis.
Madonna hingegen hat vergeblich versucht, ein Apartment im San Remo zu kaufen. Sie scheiterte am Widerspruch des „Board“ – der Eigentümervertretung.

## Ansichten

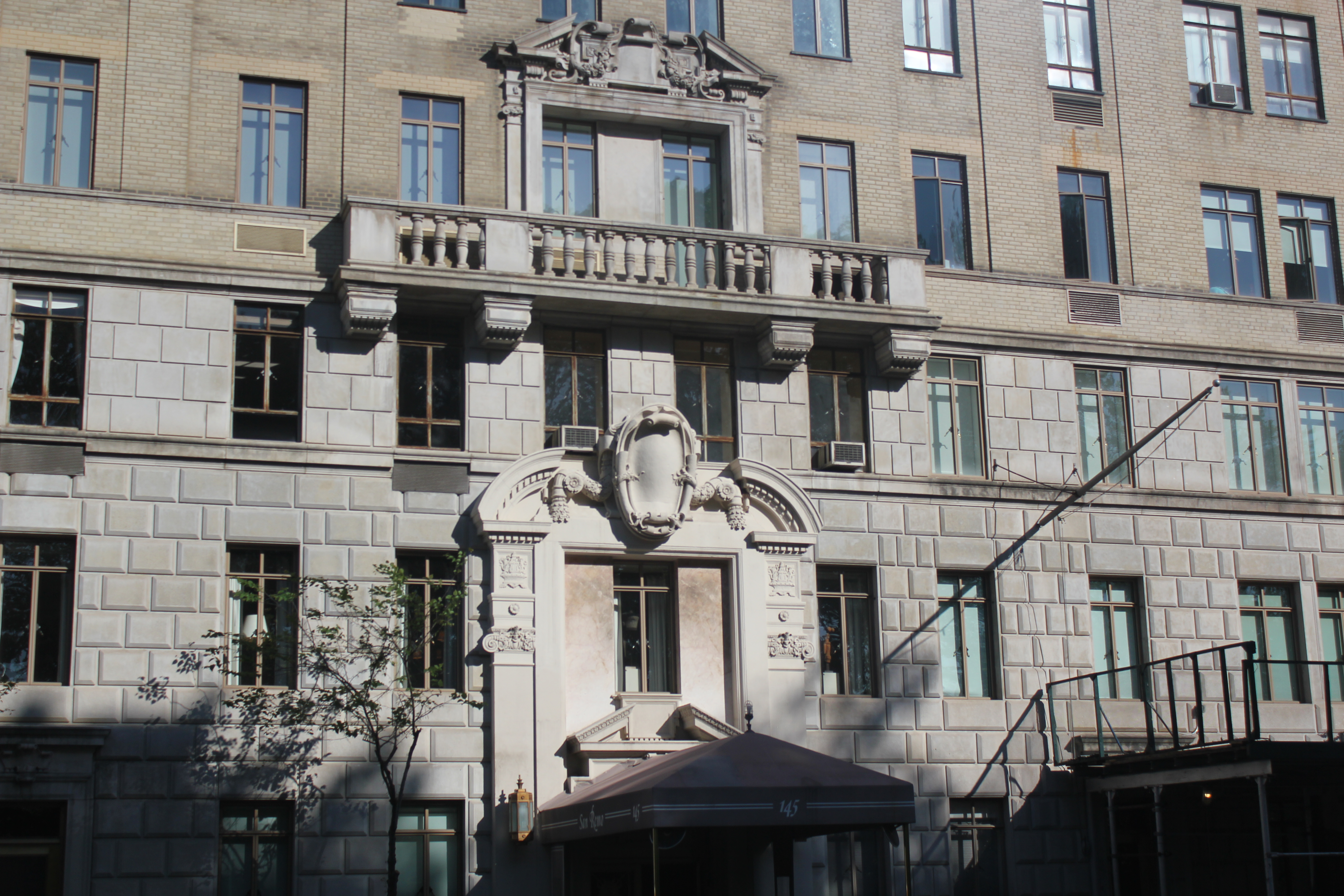
Eingang 145 Central Park West
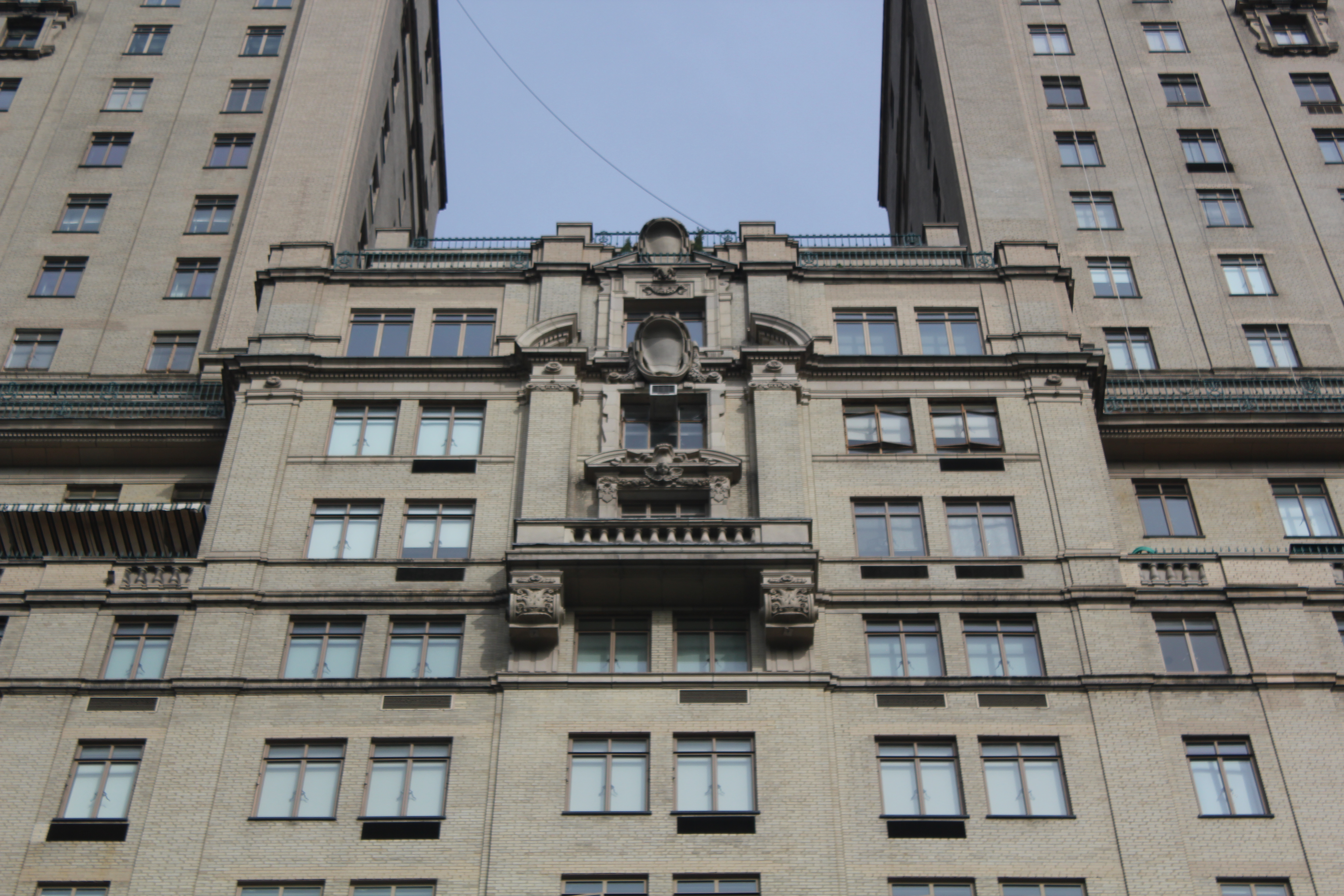
Obere Etagen des Sockels
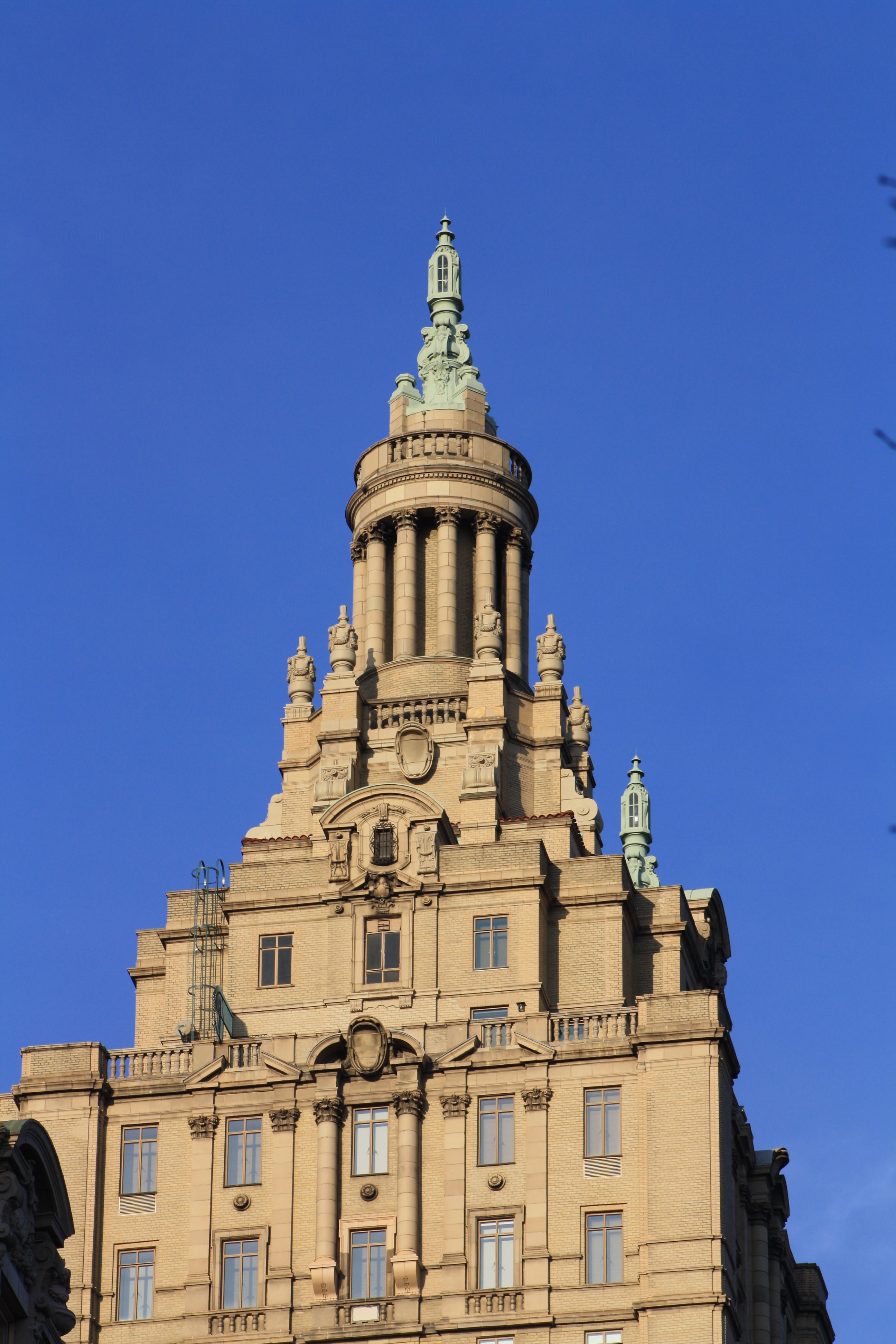
Eine der beiden Turmspitzen mit Säulen, Urnen und Knauf (2023)
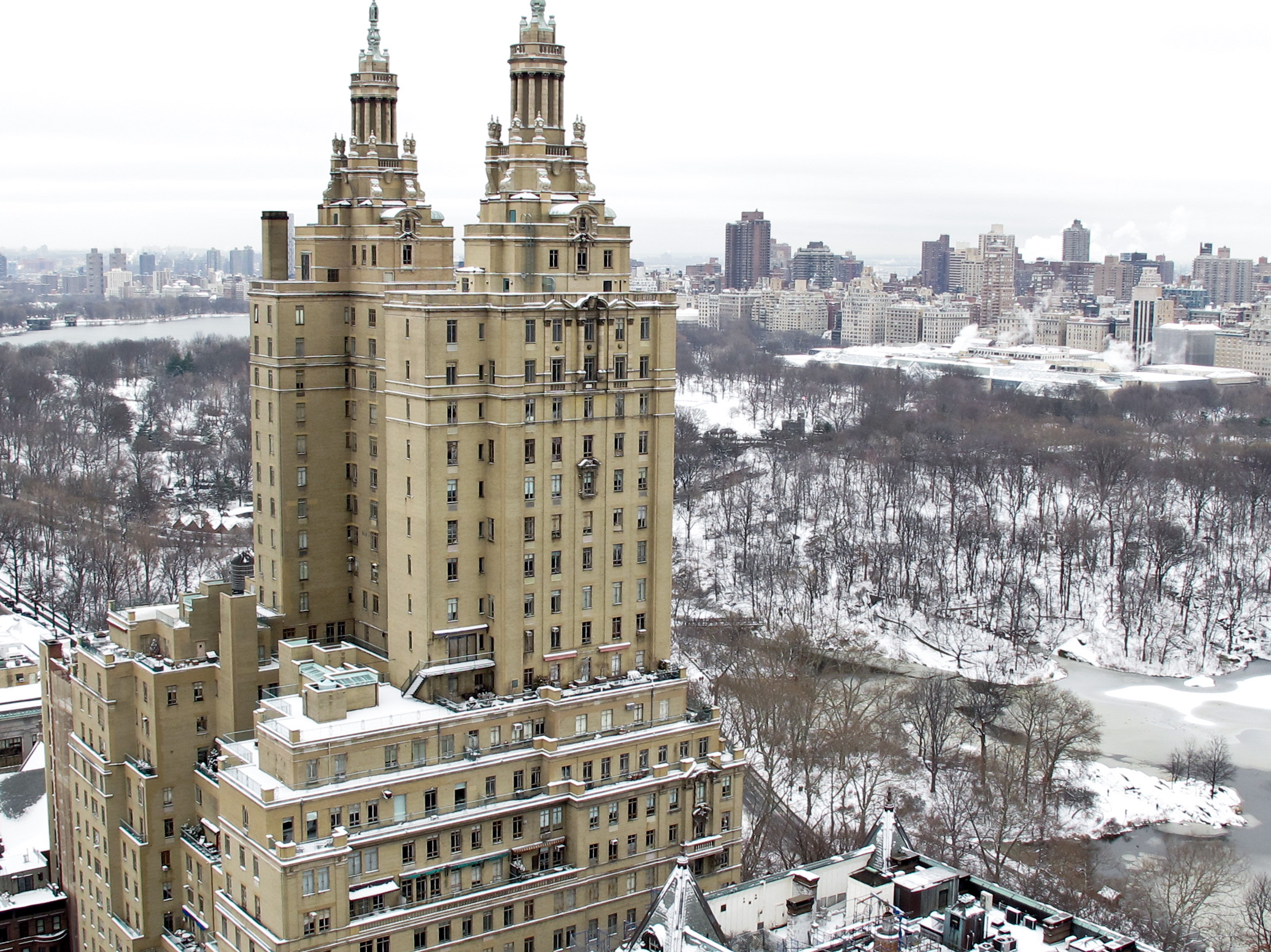
Blick von Süden am 22. Januar 2012
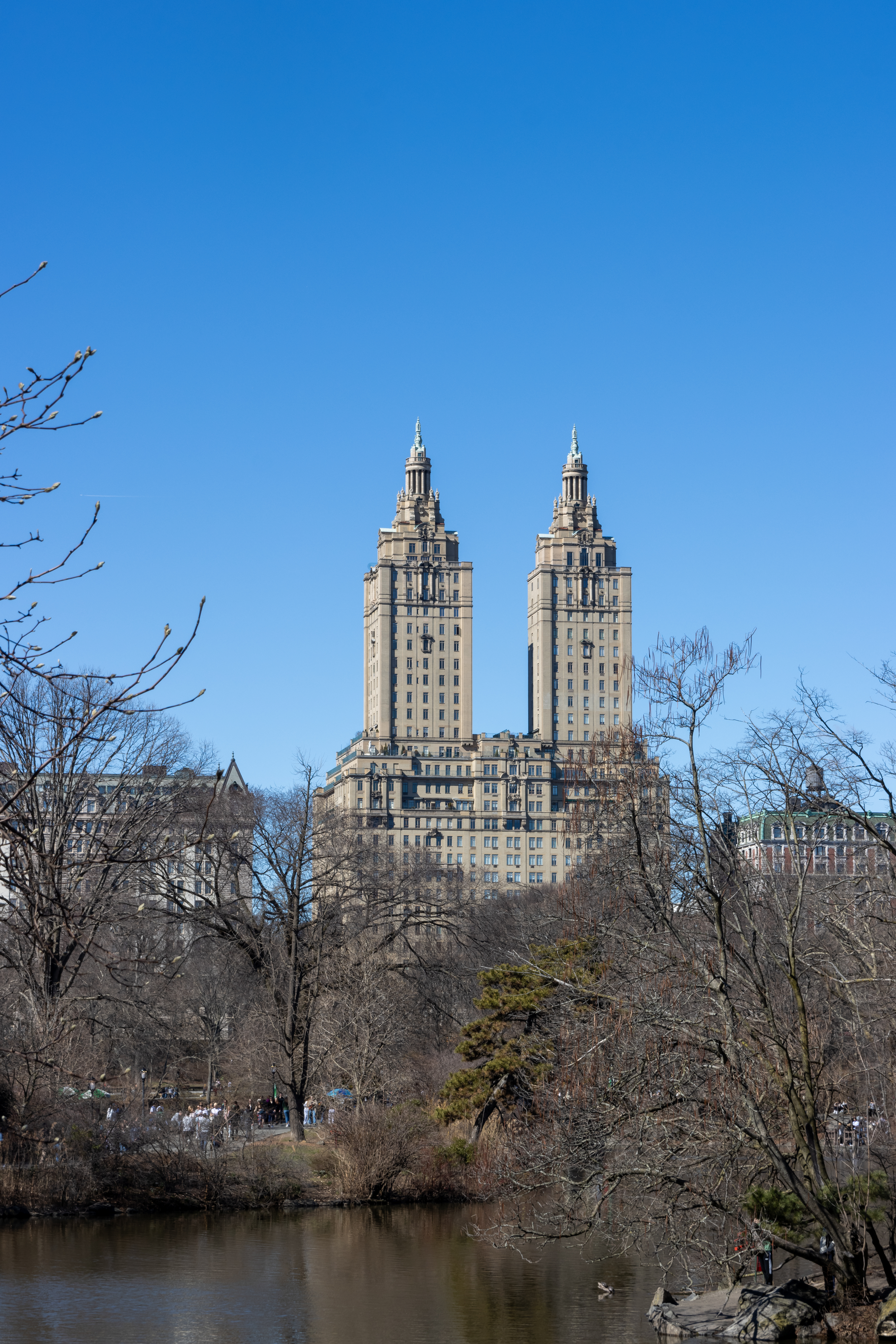
Vom Central Park am 3. März 2024